# Niederjosbach
Niederjosbach è una frazione della città tedesca di Eppstein, nel Land dell'Assia.

## Storia
Fu un comune autonomo fino al 31 dicembre 1971; in tale data venne aggregato al comune di Bremthal, a sua volta aggregato alla città di Eppstein il 1º gennaio 1977.

## Amministrazione
Niederjosbach è amministrata da un consiglio di frazione (Ortsbeirat) composto da 9 membri.

### Esplicative
1. ↑  letteralmente "Josbach di sotto", in contrapposizione alla vicina Oberjosbach – "Josbach di sopra"

### Bibliografiche
1. ↑  (DE) Hauptsatzung der Stadt Eppstein, § 6, Abs. 1., su eppstein.de.
2. ↑  (DE) Niederjosbach, su lagis-hessen.de.
3. ↑  (DE) Hauptsatzung der Stadt Eppstein, § 6, Abs. 3., su eppstein.de.